# Скоупсово суђење
Скоупсово суђење или Скоупсово мајмунско суђење, званично познато као Држава Тенеси против Џона Томаса Скоупса, је био амерички судски случај из 1925. у којем је гимназијски наставник Џон Скоупс био оптужен да крши тенесијски Батлеров закон, који је забрањивао да се еволуција човека предаје у било којој школи коју финансира та држава. Суђење је намерно покренуто да привуче публицитет у градић Дејтон, где је суђење одржано. Скоупс није био сигуран да ли је он икада предавао еволуцију, али је намерно пристао да инкриминише сам себе да би случај имао оптуженог.
Скоупс је осуђен и кажњен са 100 долара, али је пресуда поништена из техничких разлога. Суђење је успело да привуче велик публицитет у целим Сједињеним Државама, пошто су репортери великих медија хрлили у Дејтон да прате двобој чувених адвоката, који су се сложили да заступају сваку страну. Вилијам Џенигс Брајан, три пута председнички кандидат, је заступао оптужницу, док је Каренс Даров, познати бранилац, заступао Скоупса. Суђење је промовисало контроверзу између фундаменталиста и модерниста у којој су модернисти тврдили да је еволуција сагласна са религијом, насупрот фундаменталистима, који су тврдили да реч божја откровена у Библији има примат над свим људским знањем. Због тога је суђење виђено и као теолошко надметање и суђење да ли треба да модерна наука да се учи у школама.
Суђење је било инспирација за драму Наследити ветар, као и истоимени филм.